# Trappe (hockey sur glace)
Pour les articles homonymes, voir Trappe.
 (juin 2015).
Si vous disposez d'ouvrages ou d'articles de référence ou si vous connaissez des sites web de qualité traitant du thème abordé ici, merci de compléter l'article en donnant les références utiles à sa vérifiabilité et en les liant à la section « Notes et références ».

La trappe est une stratégie défensive utilisée en hockey sur glace pour empêcher l'équipe adverse de progresser en zone neutre (entre les deux lignes bleues) afin de forcer les rotations.
La stratégie est généralement utilisée par les équipes qui sont moins talentueuses offensivement que leurs adversaires, même si la trappe peut aussi être utilisée par les équipes qui veulent protéger leur avantage au score en fin de match.
L'utilisation la plus reconnue de la trappe est de voir la défense plaçant quatre joueurs dans la zone neutre et un joueur en échec avant en zone offensive. Dès que l'équipe offensive se met en place, le joueur en échec avant (en général le centre) coupe les lignes de passes vers les autres joueurs offensifs qui sont postés en milieu de glace, obligeant le porteur du palet à changer de côté.
Les ailiers défensifs placés sur ou près de la ligne rouge sont positionnés près des balustrades pour mettre la pression au porteur de la rondelle, anticiper les passes, ou empêcher les adversaires de se démarquer.
Les deux défenseurs qui sont positionnés sur ou proche de la ligne bleue sont les derniers défenseurs. Ils sont obligés de neutraliser l'opposition suffisamment longtemps pour que les ailiers se replacent et continuent la trappe.
La trappe a notamment fonctionné avec les Devils du New Jersey en 1995 lors de leur victoire en Coupe Stanley. Cette tactique est très efficace notamment en séries éliminatoires.
Les passes longues sont une méthode pour passer outre à la trappe puisqu'elles évitent de naviguer entre les défenseurs en zone offensive, même si cela nécessite beaucoup de rotations.
Les équipes réputées défensives sont revenues à un système sans le troisième attaquant et avec seulement deux attaquants « haut » placés, permettant au troisième attaquant de se joindre à la défense afin d'entraver le passage de la ligne bleue par l'équipe adverse.